# Fetichismo religioso

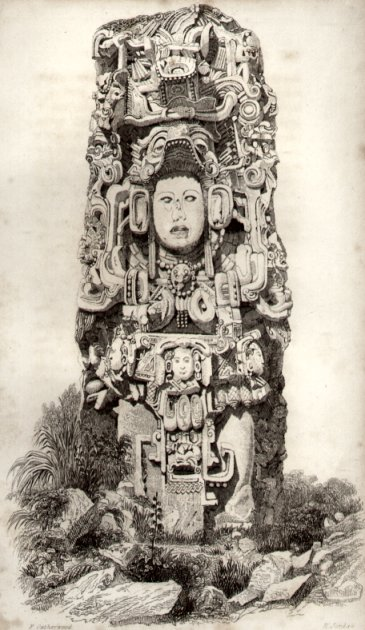
Estela de Copán de la cultura maya (según un grabado de Frederick Catherwood, 1839).

El fetichismo religioso o simplemente Fetichismo es una forma primitiva de religión de carácter espiritual y creencias religiosas por la que se imputan a los objetos atributos sobrenaturales y se les da culto a dichos objetos inanimados conocidos como “fetiches”. En el fetichismo es en el objeto inanimado donde se cree que está cautiva la divinidad. O que la divinidad es ese objeto inanimado. Al punto que podría afirmarse que para el fetichista el objeto inanimado es la misma divinidad.

## Historia
Dentro del fetichismo, el hombre puede protegerse de las fuerzas naturales a través de los fetiches, medio del que dispone para actuar sobre los elementos que no es capaz de controlar.Era considerado para los evolucionistas del siglo XIX como Auguste Comte o Edward Burnett Tylor como uno de los más primitivos estadios religiosos del hombre.
En el Antiguo Egipto, el fetichismo religioso de objetos inanimados está considerado como la forma más antigua frente a las veneraciones posteriores de las formas animales (zoolatría) o humanas.
La figura del fetiche puede consistir en un objeto esculpido o moldeado en arcilla, piedra, madera, vidrio u otro material que puede imitar en unos casos, a un animal divinizado y en otros, puede ser la propia pluma, piel, pelo, hueso o diente de la “divinidad tutelar” e incluso que sea el propio animal, árbol, río, piedra o lugar concreto que los devotos asocian a estar poseídos por una fuerza, espíritu o ser sobrenatural.
El fetichismo, concepción mágica del mundo, concede al fetiche una importancia muy superior al espíritu que representa. Animismo y fetichismo van unidos, pero éste, a veces, se considera como una variante del primero y ha perdurado más tiempo. En un principio se creía que era un ejercicio religioso exclusivo de los pueblos de África occidental; hoy, sin embargo, se considera que su práctica está extendida en todo el mundo.
Del Fetichismo religioso es de donde Freud toma la idea para desarrollar su tesis sobre el fetiche sexual y los fetichismos sexuales.